# ビサウリン山
ビサウリン山（スペイン語: Bisaurín、バスク語: Bisaurin）は、スペイン・アラゴン州ウエスカ県にある山。ピレネー山脈を構成している。標高は2670 m。

## 登山

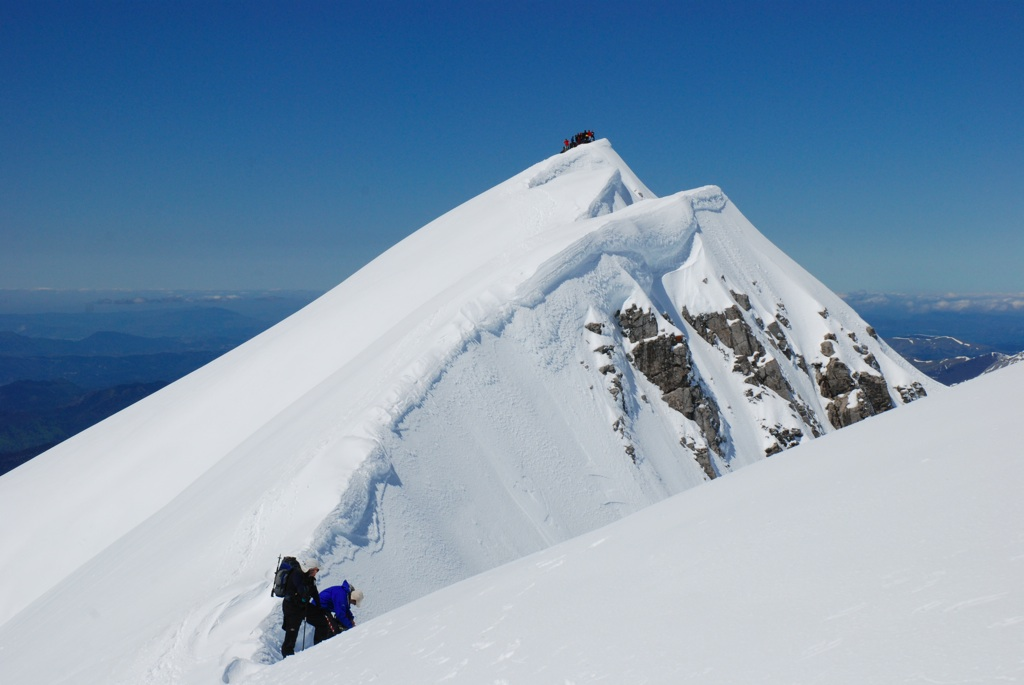
冬のビサウリン山

登山の適期は夏期。経験豊かな登山家であれば冬季登山も可能である。
1875年にヘンリー・ラッセル伯爵（Count Henry Russell）によって初登頂がなされた。